# تپه اسماعیل‌آباد منگلی ۴
تپه اسماعیل‌آباد منگلی ۴ مربوط به سده‌های میانه دوران‌های تاریخی پس از اسلام است و در شهرستان اسفراین، بخش بام و صفی آباد، دهستان صفی آباد، ۲۰۰ متری جنوب روستای منگلی بالا واقع شده و این اثر در تاریخ ۳۰ بهمن ۱۳۸۶ با شمارهٔ ثبت ۲۱۲۳۰ به‌عنوان یکی از آثار ملی ایران به ثبت رسیده است.